# Andreas Jakob von Dietrichstein
Augustin Johann Joseph Gruber (ur. 27 maja 1689 w Igławie, zm. 5 stycznia 1753 w Salzburgu) –  duchowny rzymskokatolicki, w latach 1749–1753 książę arcybiskup metropolia Salzburga.

## Życiorys
Urodził się 27 maja 1689, jego ojcem był Maksymilian Andreas (1638–1692), hrabia Dietrichstein, jego matką była Maria Justina (1647-1696), córka Edmunda III, hrabiego Schwarzenberga. Święcenia prezbiteriatu przyjął 15 października 1719. 10 września 1747 został wybrany arcybiskupem Salzburga, papież zatwierdził jego nominacje dopiero 2 lata później 5 maja 1749. Sakrę otrzymał 1 czerwca 1749 z rąk biskupa Josefa Marii von Thun und Hohensteina, ordynariusza Gurk. W przeciwieństwie do swego poprzednika był popularnym arcybiskupem. Dewiza Dietrichsteina brzmiała: „amore et iustitia” - „Przez miłość i sprawiedliwość” - zasada, której pozostał wierny do życia jako sprawiedliwy książę i przyjaciel ludu.
Dietrichstein zmarł 5 stycznia 1753 i został pochowany w katedrze św. Ruperta w Salzburgu.